# Pietro Bonfiglioli
Pietro Bonfiglioli (Crespellano, 30 agosto 1924 – Loiano, 18 dicembre 2005) è stato un critico letterario, critico d'arte e critico cinematografico italiano.

## Biografia
Critico d’arte e di cinema, teorico della letteratura e saggista, a partire dagli anni cinquanta Pietro Bonfiglioli collabora con riviste come Convivium, La Palatina, Il Ponte e Rendiconti - la rivista letteraria fondata nel 1961 da Roberto Roversi. Fa parte del gruppo fondatore della rivista Il Mulino e partecipa al comitato editoriale della rivista tra il 1951 e il 1952. Dal 1962 al 2000 è nominato presidente della Commissione Cinema del comune di Bologna nominato da Renato Zangheri - allora assessore alla cultura e successivamente sindaco di Bologna. Tale esperienza darà poi origine alla creazione della Cineteca comunale di Bologna. Ha contribuito alla creazione della Mostra internazionale del cinema libero di Porretta che ha diretto dal 1969. Assieme a Gianni Scalia ha diretto la collana "La critica e gli scrittori italiani" per l’editore Cappelli e la collana "Per la critica" per l’editore Savelli. Assieme a Roberto Roversi, Federico Stame e Gianni Scalia, fonda a Bologna la rivista Il cerchio di gesso - rivista alla quale contribuiranno, tra gli altri, Pier Paolo Pasolini, Paolo Pullega , Giorgio Gattei, Bernardino Farolfi   e Carlo Poni. Dal 1965 è stato consulente artistico per la Galleria de' Foscherari di Bologna presso la quale cura, sino al 1988, il Notiziario teorico-critico. Nel 1993 è curatore della prima biennale dell’arte contemporanea di Bologna. È stato membro del consiglio direttivo dell’Ente Bolognese Manifestazioni Artistiche, della Commissione Consultiva della Galleria d’Arte Moderna (oggi MAMbo) e del Comitato regionale per il Servizio Radio-televisivo dell'Emilia-Romagna. Alle diverse responsabilità istituzionali Pietro Bonfiglioli univa un impegno diretto e personale alla diffusione generale della sensibilità artistica e della cultura letteraria. Testimoniano questo aspetto della sua attività le lezioni tenute regolarmente presso il Circolo Artistico di Bologna, e la sua partecipazione a dibattiti e eventi pubblici su temi letterari. Esempio di questa ultima attività è la conversazione promossa da Gianni Scalia il 7 maggio 1995 presso l'Osteria dell’Orsa di Bologna  su "Il male di vivere" di Eugenio Montale. Successivamente, nel 2008, la registrazione (non integrale) della 'conversazione' originariamente raccolta e mantenuta dall'Accademia dell'Orsa è stata trascritta per essere pubblicata presso le edizioni Ogni uomo è tutti gli uomini di Bologna.

## Materiali
Bonfiglioli è autore di numerose pubblicazioni distribuite principalmente su temi di letteratura, cinema e arte. Lascia diversi manoscritti non pubblicati e, in parte, incompleti. L' Archivio Pietro Bonfiglioli (1950-1976) presso la Biblioteca Renzo Renzi della Fondazione Cineteca di Bologna contiene materiale non pubblicato originalmente raccolto e organizzato da Tommaso Bonfiglioli e da Alessandro Lomi. Un faldone contiene ritagli stampa circa la morte di Pier Paolo Pasolini al quale Bonfiglioli era legato da rapporti professionali e di amicizia. Lo scritto in forma di libro Zibaldone Pascoliano Montaliano al quale Bonfiglioli aveva lavorato a lungo è probabilmente da considerarsi perduto. L'Università di Milano mantiene nei propri Archivi della parola, dell'immagine e della comunicazione editoriale (Centro APICE) due lettere scritte da Bonfiglioli alla scrittrice Gina Lagorio (14 giugno 1981 - 18 novembre 1981). La corrispondenza tra Pietro Bonfiglioli e Eugenio Montale è mantenuta privatamente dalla famiglia. Nel 2016 Vittorio Boarini cura il volume Scritti per l'arte e per il cinema che raccoglie alcuni lavori di Bonfiglioli, accompagnati da testi introduttivi di Pasquale Ribuffo, Gian Luca Farinelli, e dello stesso Vittorio Boarini. Il volume è pubblicato congiuntamente dalla Cineteca Bologna e dalla Galleria de' Foscherari di Bologna. 

## Opere principali
- (con Luigi Arbizzani e Renzo Renzi) Su, compagni, in fitta schiera: il socialismo in Emilia-Romagna dal 1864 al 1915. Cappelli editore, Bologna. 1966.
- La povertà dell'arte, Quaderni della Galleria de' Foscherari. Quaderno numero 1, Bologna. 1968.
- (con Marzio Marzaduri) La produzione delle idee. Zanichelli. Bologna. 1973.
- (con Marzio Marzaduri) La lingua della cultura. Zanichelli. Bologna. 1977.
- Dall'antico al moderno. Zanichelli, Bologna. 1990.
- Il 'male di vivere' di Montale. Ogni uomo è tutti gli uomini edizioni, Bologna. 2008.

## Antologie
- (con Marzio Marzaduri) (1975). Culture (Ottocento e Novecento). Zanichelli, Bologna.
- (con Vittorio Boarini) (1976). Avanguardia e restaurazione. Zanichelli, Bologna.
- (con Marzio Marzaduri) (1978) .Culture (Dall'Antichità al Settecento). Zanichelli, Bologna.

## Volumi curati
- (con V. Boarini) La mostra internazionale del cinema libero 1960-1980, Venezia, Marsilio Editori, 1981.
- (con V. Boarini e G. Cremonini) Da Accattone a Salò: 120 scritti sul cinema di Pier Paolo Pasolini, (Vol. 4) Tipografia Compositori, Bologna. 1982.
- (con Siliva Evangelisti) Pittura contemporanea. Fondazione Umberto Severi. Modena, Franco Cosimo Panini Editore, 1993

## Articoli
- Bonfiglioli, P. (1951). Vecchio e nuovo realismo del cinema italiano (Note e rassegne). Il Mulino, 1(1), 48-54,
- Bonfiglioli, P. (1951). Cinema americano: un film di Hathaway e la crisi del 'realismo tecnico'. Il Mulino, 1(2), 97-104.
- Bonfiglioli, P. (1952). Cinema e spettacolo'.  Il Mulino, 1(2), 180-186.
- Bonfiglioli, P. (1952). Alberto Moravia fra l'equivoco e la storia. Il Mulino, 1(5), 328-337.
- Bonfiglioli, P. (1958). Pascoli, Gozzano, Montale e la poetica dell’oggetto. Il Verri, 2(4), 34-54.
- Bonfiglioli, P. (1958). Pascoli e il Novecento. Palatina, 2(7).
- Bonfiglioli, P. (1961). La storiografia delle riviste e la “Schuldfrage” del Novecento, Rendiconti, Fascicolo 2-3 (settembre), 51-69
- Bonfiglioli, P. (1962). Pascoli e Montale. Studi per il Centenario della nascita di Giovanni Pascoli pubblicati nel Cinquantenario della morte, 219-43.
- Bonfiglioli, P. (1965). Il 'ritorno del morti' da Pascoli a Montale. Atti del convegno nazionale di studi pascoliani. Sant'Arcangelo di Romagna. Maggioli editore.
- Bonfiglioli, P. (1968-69). L'autocritica dell' occhio. Che fare, Numero 4: Inverno.
- Bonfiglioli, P. (1973). Restaurazione e Kitsch. Per la critica, Numero 1, Gennaio-Marzo.
- Bonfiglioli, P. (1998). Pier Paolo Pasolini e il cinema di poesia. In Davide Ferrari e Gianni Scalia (a cura di), Pasolini a Bologna. Pendragon, Bologna.

## Contributi a volumi
- Bonfiglioli, P. (1963). Dante, Pascoli, Montale. In Nuovi studi pascoliani. Atti del convegno internazionale di studi pascoliani, Bolzano-Cesena, La Bodoniana.
- Boarini, V., & Bonfiglioli, P.  Ritorno del Rimosso. In Celant, G. (1969). Arte povera più azioni povere: pp. 63-68. Rumma Editore,  Salerno.

## Altri scritti
- Bonfiglioli, P. (1967). De Vita e l’irrealtà dell’ordine. Scritto contenuto nel catalogo della mostra di Luciano De Vita 'L’altare di Bologna'. Galleria de’ Foscherari, Bologna.
- Bonfiglioli, P. (1968). Il cinema dell'esclusione (1968). Saggio ristampato in 'La rivisitazione delle avanguardie cinematografiche: Omaggio a Pietro Bonfiglioli,' [2004] pp. 10-14. Con una prefazione di Gianluca Farinelli. Galleria d'Arte de' Foscherari Bologna.
- Bonfiglioli, P. (1971). Il diavolo nel giardino. Scritto contenuto nel catalogo della mostra di Luciano De Vita 'Nel mio giardino: dipinti, sculture, incisioni'. Galleria de’ Foscherari, Bologna.
- Bonfiglioli, P. (1977). La critica dei critici. Agenda numero 1, supplemento a Il cerchio di gesso 23 settembre 1977, p. 47-51.
- Bonfiglioli, P. (1989). Mario Giovanetti. Il sole il legno la pietra. Interbooks, Padova.
- Bonfiglioli, P. (1991). Sergio Dagradi. Forme del dipingere.  Grafis Edizioni, Bologna.
- Bonfiglioli, P. (1991). Giorgio Celiberti. I segni dell'anima. Affreschi 1990. Saggio introduttivo al catalogo della mostra di opere di Giorgio Celiberti svoltasi alla Galleria Giulia di Roma nel 1991.
- Bonfiglioli, P. (1993). L'arte contemporanea a Bologna. Catalogo della prima biennale di arte contemporanea a Bologna. Grafis Edizioni, Bologna.
- Bonfiglioli, P. (1998). Emilio Contini: finestre. Soprintendenza per i Beni artistici e storici di Mantova. Pizzoli, Bologna.
- Bonfilglioli , P. (2008). Il 'male di vivere' di Montale. Ogni uomo è tutti gli uomini Edizioni, Bologna. ISBN 978-88-87015-54-6 (Accademia dell'Orsa 1995).